# Saint-Laurent-Médoc
Pour les articles homonymes, voir Saint-Laurent et Médoc (homonymie).

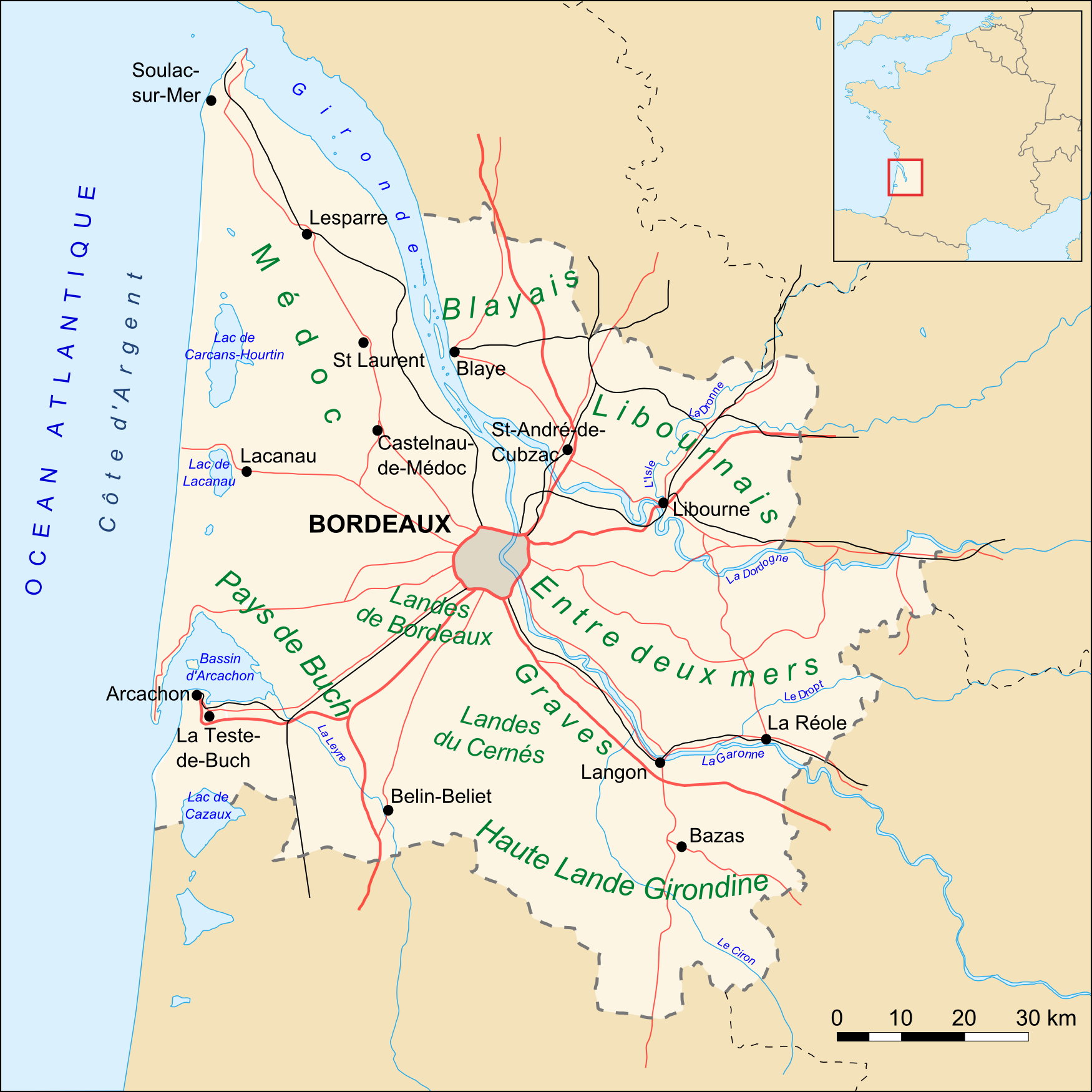
Saint-Laurent-Médoc en Gironde.

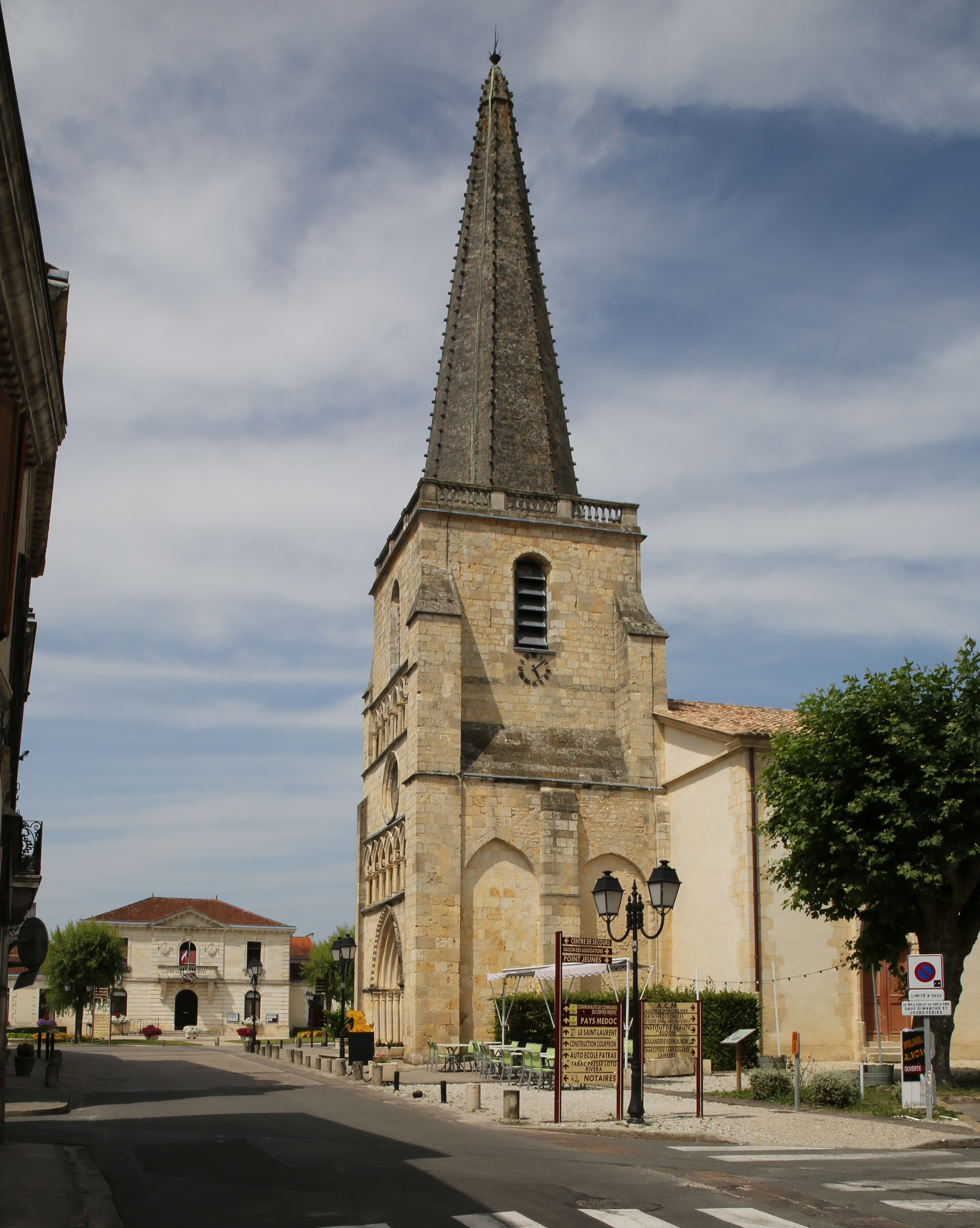
La place centrale.

Saint-Laurent-Médoc est une commune du Sud-Ouest de la France, dans le département de la Gironde (région Nouvelle-Aquitaine).

## Géographie

### Localisation
Saint-Laurent-Médoc est une commune située dans le Médoc, à mi-chemin entre Bordeaux et la Pointe de Grave, parmi les célèbres crus du Haut-Médoc. Le bourg est situé sur l'axe routier reliant le nord du Médoc à Bordeaux, aussi bien du temps de l'ancienne Lébade qu'aujourd'hui avec la route départementale 1215 (ex-RN 215, ex D.1) qui désormais contourne le centre.

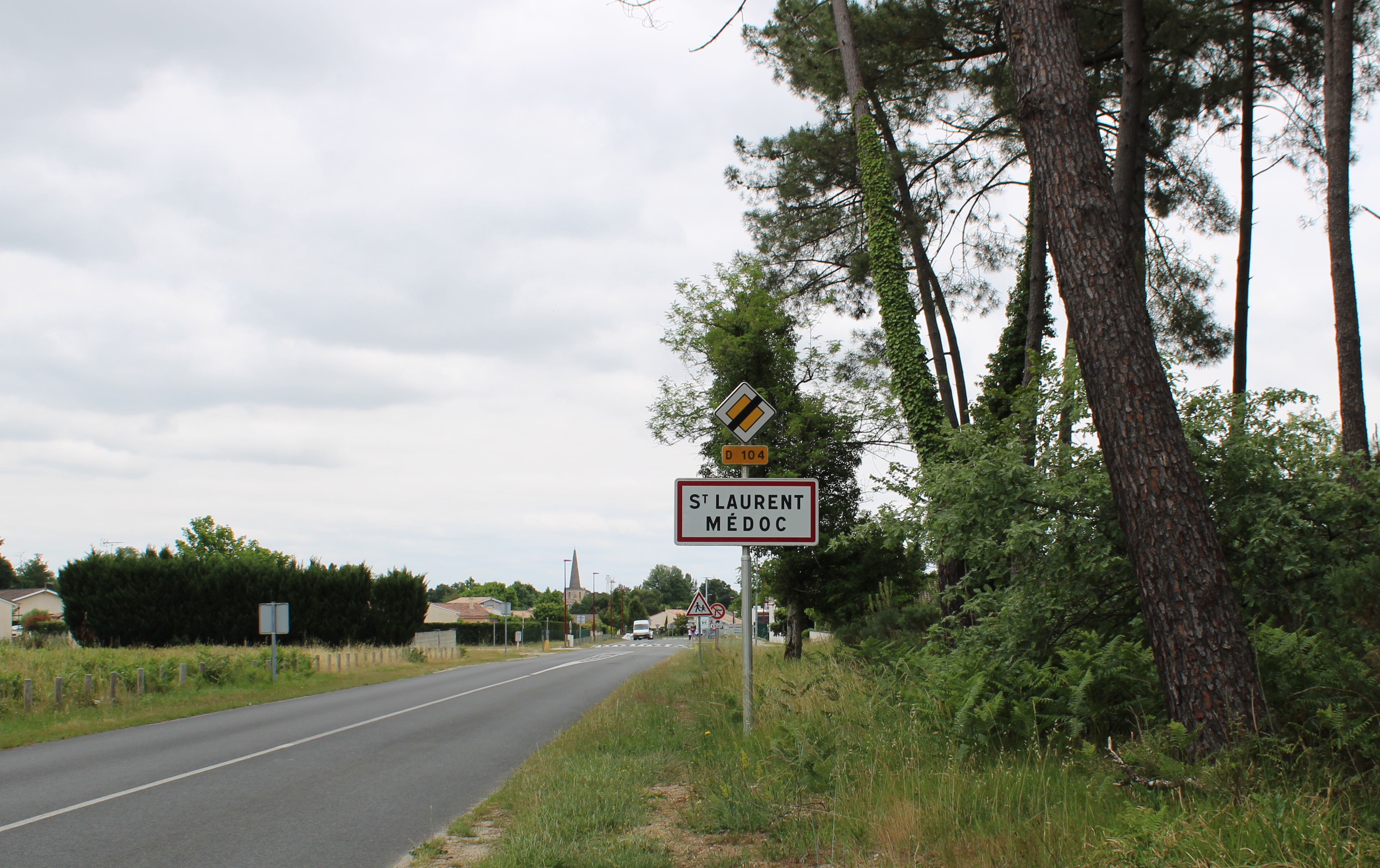
Entrée de la commune.

### Communes limitrophes
Les communes limitrophes sont  Carcans, Cissac-Médoc, Cussac-Fort-Médoc, Hourtin, Listrac-Médoc, Pauillac, Saint-Germain-d'Esteuil, Saint-Julien-Beychevelle et Saint-Sauveur.
| Saint-Germain-d'Esteuil | Cissac-Médoc        | Saint-Sauveur, Pauillac  |
| Hourtin                 | Saint-Laurent-Médoc | Saint-Julien-Beychevelle |
| Carcans                 | Listrac-Médoc       | Cussac-Fort-Médoc        |

### Géologie et relief
De l'ouest vers l'est :
- Une plaine sablo-argileuse constituée par les apports de la nappe alluviale (graves, argiles bariolés, sables argileux, sables des Landes).
- Une formation calcaire d'âge oligocène : le calcaire à astéries.
- Une zone de graves issue de l'un des anciens cours de la Garonne : buttes sur lesquelles s'est développée la viticulture. Entre les buttes, le fleuve a déposé des limons argileux ou tourbeux formant actuellement les marais.

Altitude faible (de 3 à 43 mètres) :
- Point le plus haut : 43 mètres (limite de commune avec Listrac, VC 56).
- Point le plus bas : 3 mètres (zone de marais entre Le Vivey et le château de La Tour Carnet).

### Hydrographie
Le réseau s'articule principalement autour de deux ensembles de petits cours d'eau :
- Les ruisseaux de Villeneuve, Magnon, Canterane-Peybaron drainent la partie nord, nord-ouest de la commune. Leur réunion à l'ouest du bourg forme la Jalle de l'Orthe, puis la Jalle du nord, qui s'écoule jusqu'à la Gironde. Elle est rejointe dans le bourg par le ruisseau de la Devèse[Note 1] ou Devise. Ces ruisseaux sont alimentés par un réseau de fossés, généralement à sec en été, dans une zone où le mauvais écoulement des eaux justifie l'appellation de « Landes ».
- Les ruisseaux de la Berle-Bernos, Gargouilh, Labory, Courbiac et Creychac, drainent la partie sud-ouest de la commune. Leurs jonctions échelonnées, vers le nord, forment la Jalle du sud et le chenal du centre. Les ruisseaux sont eux aussi alimentés par de très nombreux fossés non pérennes car les débits sont faibles, voire nuls en été.

### Climat
Pour des articles plus généraux, voir Climat de la Nouvelle-Aquitaine et Climat de la Gironde.
Historiquement, la commune est exposée à un climat océanique aquitain.  
En 2020, Météo-France publie une typologie des climats de la France métropolitaine dans laquelle la commune est exposée à un climat océanique et est dans la région climatique  Littoral charentais et aquitain, caractérisée par une pluviométrie élevée en automne et en hiver, un bon ensoleillement, des hiver doux (6,5 °C), soumis à la brise de mer.
Pour la période 1971-2000, la température annuelle moyenne est de 12,9 °C, avec une amplitude thermique annuelle de 14 °C. Le cumul annuel moyen de précipitations est de 930 mm, avec 12,4 jours de précipitations en janvier et 6,7 jours en juillet. Pour la période 1991-2020, la température moyenne annuelle observée sur la station météorologique la plus proche, située sur la commune de Pauillac à 8 km à vol d'oiseau, est de 14,0 °C et le cumul annuel moyen de précipitations est de 857,0 mm,. Pour l'avenir, les paramètres climatiques de la commune estimés pour 2050 selon différents scénarios d’émission de gaz à effet de serre sont consultables sur un site dédié publié par Météo-France en novembre 2022.

### Végétation
La commune a une superficie de 13 655 hectares.
- 7 800 ha de forêts, dont 1 800 ha de forêt communale et 688 ha de forêt domaniale.
- 2 200 ha de cultures céréalières, essentiellement de maïs.
- 500 ha de vignes.

### Environnement
Zones Naturelles d'Intérêt Écologique Faunistique et Floristique (Z.N.I.E.F.F.) :
- les landes de Picard à l'ouest ;
- les marais du haut Médoc à l'est ;
- la zone humide de Larousse, dernier site recensé en France où l'on peut encore trouver la bruyère occidentale (erica erigena).

## Urbanisme

### Typologie
Au 1er janvier 2024, Saint-Laurent-Médoc est catégorisée bourg rural, selon la nouvelle grille communale de densité à sept niveaux définie par l'Insee en 2022.
Elle appartient à l'unité urbaine de Saint-Laurent-Médoc, une unité urbaine monocommunale constituant une ville isolée,. Par ailleurs la commune fait partie de l'aire d'attraction de Bordeaux, dont elle est une commune de la couronne,. Cette aire, qui regroupe 275 communes, est catégorisée dans les aires de 700 000 habitants ou plus (hors Paris),.

### Occupation des sols

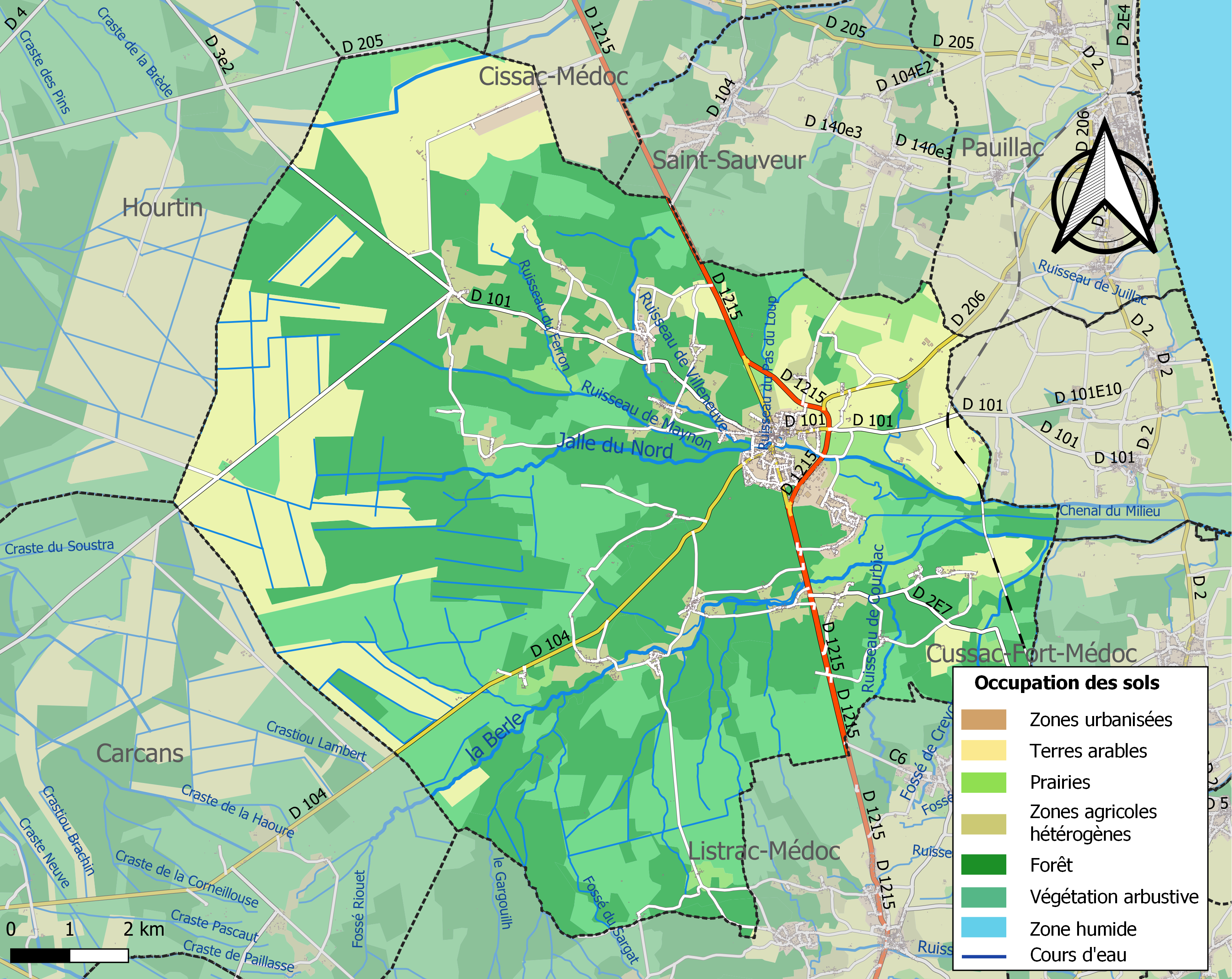
Carte des infrastructures et de l'occupation des sols de la commune en 2018 (CLC).

L'occupation des sols de la commune, telle qu'elle ressort de la base de données européenne d’occupation biophysique des sols Corine Land Cover (CLC), est marquée par l'importance des forêts et milieux semi-naturels (66,7 % en 2018), une proportion sensiblement équivalente à celle de 1990 (67 %). La répartition détaillée en 2018 est la suivante : 
forêts (44,5 %), milieux à végétation arbustive et/ou herbacée (22,2 %), terres arables (15,9 %), zones agricoles hétérogènes (5,3 %), cultures permanentes (5,1 %), prairies (5 %), zones urbanisées (1,4 %), espaces verts artificialisés, non agricoles (0,3 %), zones industrielles ou commerciales et réseaux de communication (0,2 %). L'évolution de l’occupation des sols de la commune et de ses infrastructures peut être observée sur les différentes représentations cartographiques du territoire : la carte de Cassini (XVIIIe siècle), la carte d'état-major (1820-1866) et les cartes ou photos aériennes de l'IGN pour la période actuelle (1950 à aujourd'hui).

### Risques majeurs
Le territoire de la commune de Saint-Laurent-Médoc est vulnérable à différents aléas naturels : météorologiques (tempête, orage, neige, grand froid, canicule ou sécheresse), inondations, feux de forêts et séisme (sismicité très faible). Il est également exposé à un risque technologique, le risque nucléaire. Un site publié par le BRGM permet d'évaluer simplement et rapidement les risques d'un bien localisé soit par son adresse soit par le numéro de sa parcelle.

#### Risques naturels
Certaines parties du territoire communal sont susceptibles d’être affectées par le risque d’inondation par débordement de cours d'eau, notamment la Jalle du Nord, la Berle et . La commune a été reconnue en état de catastrophe naturelle au titre des dommages causés par les inondations et coulées de boue survenues en 1982, 1983, 1993, 1999, 2009 et 2020,.
Saint-Laurent-Médoc est exposée au risque de feu de forêt. Depuis le 20 avril 2016, les départements de la Gironde, des Landes et de Lot-et-Garonne disposent d’un règlement interdépartemental de protection de la forêt contre les incendies. Ce règlement vise à mieux prévenir les incendies de forêt, à faciliter les interventions des services et à limiter les conséquences, que ce soit par le débroussaillement, la limitation de l’apport du feu ou la réglementation des activités en forêt. Il définit en particulier cinq niveaux de vigilance croissants auxquels sont associés différentes mesures. Sur le plan de l'aménagement du territoire la commune dispose d'un plan de prévention des risques incendies feux de forêts (PPRIF).

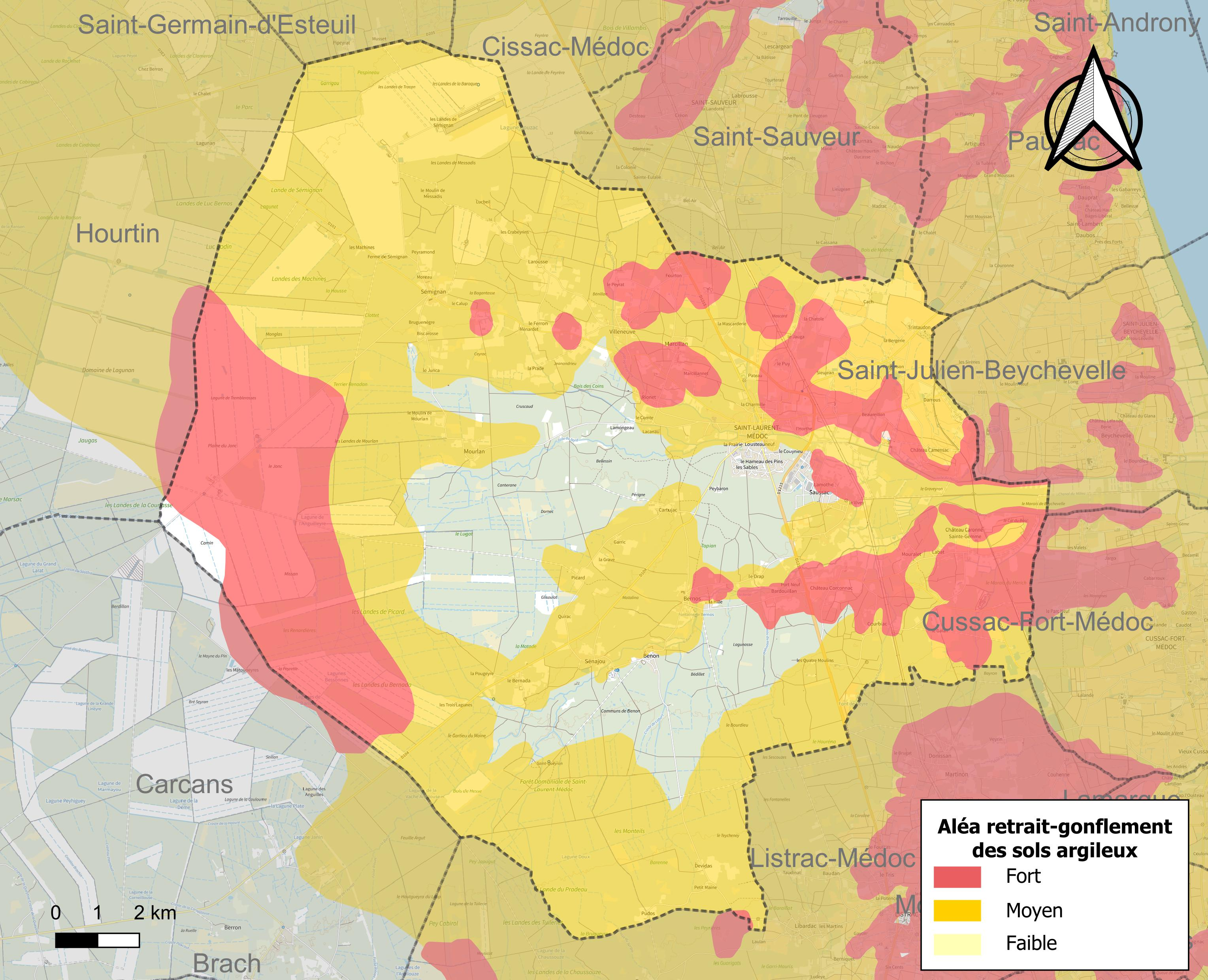
Carte des zones d'aléa retrait-gonflement des sols argileux de Saint-Laurent-Médoc.

Le retrait-gonflement des sols argileux est susceptible d'engendrer des dommages importants aux bâtiments en cas d’alternance de périodes de sécheresse et de pluie. 81,6 % de la superficie communale est en aléa moyen ou fort (67,4 % au niveau départemental et 48,5 % au niveau national). Sur les 1 990 bâtiments dénombrés sur la commune en 2019,  1 587 sont en aléa moyen ou fort, soit 80 %, à comparer aux 84 % au niveau départemental et 54 % au niveau national. Une cartographie de l'exposition du territoire national au retrait gonflement des sols argileux est disponible sur le site du BRGM,.
Concernant les mouvements de terrains, la commune a été reconnue en état de catastrophe naturelle au titre des dommages causés par la sécheresse en 2003 et 2012 et par des mouvements de terrain en 1999.

#### Risques technologiques
La commune étant située totalement dans le périmètre du plan particulier d'intervention (PPI) de 20 km autour de la centrale nucléaire du Blayais, elle est exposée au risque nucléaire. En cas d'accident nucléaire, une alerte est donnée par différents médias (sirène, sms, radio, véhicules). Dès l'alerte, les personnes habitant dans le périmètre de 2 km se mettent à l'abri. Les personnes habitant dans le périmètre de 20 km peuvent être amenées, sur ordre du préfet, à évacuer et ingérer des comprimés d’iode stable,,.

## Toponymie
Saint-Laurent-Médoc étant en Médoc, pays gascon, la plupart des lieux-dits anciens y sont explicables par le gascon, par exemple Bernos, Graveyron, Jaugaret, la Hausse (Hosse), Labat, Lacanau, Laburadeye, le Coureau, le Bernada, Matoca, Nougueyron...

## Histoire
En 2005 fut découvert un tumulus funéraire, utilisé d'environ 3600 av. J.-C. à 1250 av. J.-C.. En 2019, 30 individus (20 adultes et 10 enfants) y ont été recensés, mais les fouilles se poursuivent.
Il semble que c'est au bord d'une voie romaine que se construisent les premières habitations, peu après la Guerre des Gaules.
Saint Laurent, martyr sous l'empereur Valérien, va donner son nom au village.
Au XIIe siècle, des moines Trinitaires occupaient le centre du bourg (actuelle Place du 8 mai et vestige de la porte des Trinitaires).
À la même période, l'Aquitaine devint anglaise : les églises de Saint-Laurent-Médoc et de Benon gardent gravées dans leurs pierres les signes de cette présence qui durera 300 ans.
En 1653 Bordeaux fut investie par les troupes royales. Le prince de Condé et ses hommes, menacés par la famine lors du siège de Bordeaux, pillent le 8 juin toute la contrée et notamment Saint-Laurent, dont les habitants réussissent à survivre grâce à la solidarité de leurs voisins lesparrains, et peut être aussi grâce à la vente de leur grand vin, déjà fort apprécié.
En 1800 Benon fut rattaché à Saint-Laurent, et le 6 juin 1986 Saint-Laurent-et-Benon devint Saint-Laurent-Médoc.

### Les Hospitaliers
Peu après sa fondation, l'ordre de Saint-Jean de Jérusalem bâtit à Benon un hôpital possédant une chapelle (actuelle sacristie de l'église de Benon), où l'on découvre encore l'empreinte de l'Ordre. L'église de Notre-Dame-de-Benon,  de style roman, est le vestige de la première commanderie hospitalière implantée en Médoc.

## Politique et administration

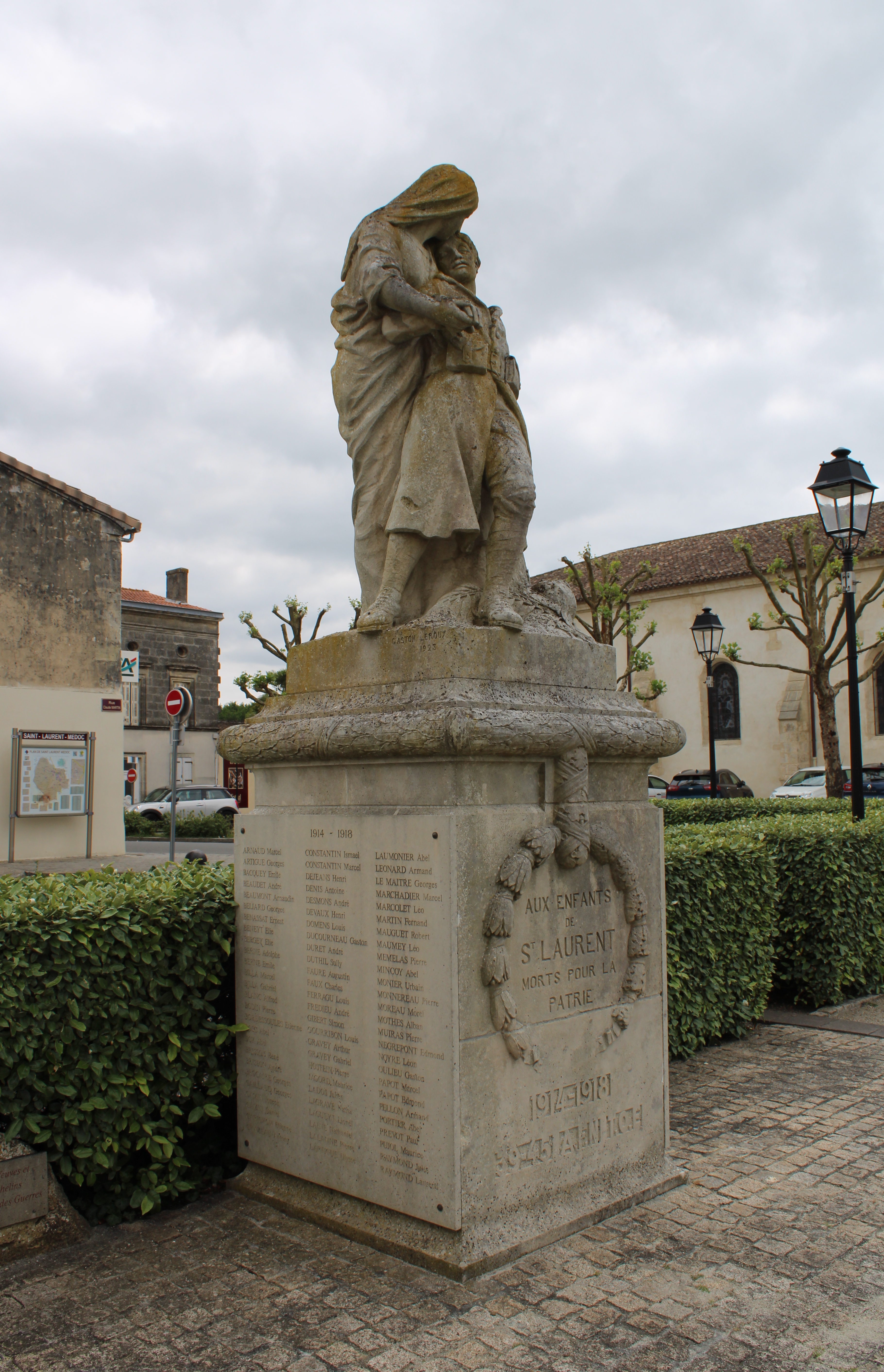
Le monument aux morts.

### Tendances et résultats politiques
Élections présidentielles, résultats des deuxièmes tours :
- élection présidentielle de 2007[26] : 49,06 % pour Nicolas Sarkozy (UMP), 50,94 % pour Ségolène Royal (PS), 85,90 % de participation.
- élection présidentielle de 2002[27] : 74,41 % pour Jacques Chirac (RPR), 24,59 % pour Jean-Marie Le Pen (FN), 84,24 % de participation.

Élections législatives, résultats des deuxièmes tours :
- élections législatives de 2007[28] : 50,54 % pour Pascale Got (PS), 49,46 % pour Jean-François Régère (UMP), 60,77 % de participation.
- élections législatives de 2002[29] : 51,07 % pour Jean-François Régère (UMP), 48,93 % pour Pierre Brana (PS), 63,99 % de participation.

Élections européennes, résultats des deux meilleurs scores :
- élections européennes de 2004[30] : 26,59 % pour Kader Arif (PS), 13,76 % pour Alain Lamassoure (UMP), 42,89 % de participation.

Élections régionales, résultats des deuxièmes tours :
- élections régionales de 2004[31] : 52,61 % pour Alain Rousset (PS), 29,08 % pour Xavier Darcos (UMP), 18,32 % pour Jacques Colombier (FN), 71,97 % de participation.

Élections cantonales, résultats des deuxièmes tours :
- élections cantonales de 2004[32] : 63,14 % pour Henri Laurent (PS), 36,86 % pour Henri Sabarot (CPNT), 72,70 % de participation.
- élections cantonales de 2011 : 65,2 % pour Christophe Birot (PS), 34,8 % pour Jean-Marie Feron (UMP), 53,80 % de participation.

Élections municipales, résultats des deuxièmes tours :
- élections municipales de 2008[33] : 41,38 % pour Jean-Marie Feron (DVD), 39,74 % pour Henri Laurent (DVG), 18,88 % pour Daniel Marchandin (DVD), 72,34 % de participation.

Élections référendaires :
- Référendum français sur le traité établissant une constitution pour l'Europe[34] : 67,40 % pour le Non, 32,60 % pour le Oui, 74,19 % de participation.

### Politique environnementale
Dans son palmarès 2024, le Conseil national de villes et villages fleuris de France a attribué une fleur à la commune.

## Population et société

### Démographie
L'évolution du nombre d'habitants est connue à travers les recensements de la population effectués dans la commune depuis 1793. Pour les communes de moins de 10 000 habitants, une enquête de recensement portant sur toute la population est réalisée tous les cinq ans, les populations de référence des années intermédiaires étant quant à elles estimées par interpolation ou extrapolation. Pour la commune, le premier recensement exhaustif entrant dans le cadre du nouveau dispositif a été réalisé en 2004.

En 2022, la commune comptait 4 950 habitants, en évolution de +8,08 % par rapport à 2016 (Gironde : +6,91 %, France hors Mayotte : +2,11 %).
| 1793  | 1800  | 1806  | 1821  | 1831  | 1836  | 1841  | 1846  | 1851  |
| ----- | ----- | ----- | ----- | ----- | ----- | ----- | ----- | ----- |
| 2 534 | 2 202 | 2 656 | 2 624 | 2 826 | 2 748 | 2 692 | 2 775 | 3 003 |

| 1856  | 1861  | 1866  | 1872  | 1876  | 1881  | 1886  | 1891  | 1896  |
| ----- | ----- | ----- | ----- | ----- | ----- | ----- | ----- | ----- |
| 2 979 | 3 159 | 3 235 | 3 146 | 3 019 | 2 937 | 3 056 | 3 038 | 3 028 |

| 1901  | 1906  | 1911  | 1921  | 1926  | 1931  | 1936  | 1946  | 1954  |
| ----- | ----- | ----- | ----- | ----- | ----- | ----- | ----- | ----- |
| 3 008 | 2 966 | 2 788 | 2 304 | 2 333 | 2 246 | 2 071 | 1 970 | 1 943 |

| 1962  | 1968  | 1975  | 1982  | 1990  | 1999  | 2004  | 2006  | 2009  |
| ----- | ----- | ----- | ----- | ----- | ----- | ----- | ----- | ----- |
| 1 920 | 2 034 | 2 063 | 2 896 | 3 338 | 3 366 | 3 585 | 3 626 | 4 054 |

| 2014  | 2019  | 2022  | - | - | - | - | - | - |
| ----- | ----- | ----- | - | - | - | - | - | - |
| 4 517 | 4 860 | 4 950 | - | - | - | - | - | - |

Population - Habitat
Au recensement de 1999 : 3 476 habitants, dont environ la moitié de la population dans le bourg.
- 32 hameaux comprennent plus de 3 maisons groupées.
- 27 lieux-dits avec moins de 3 ou 3 maisons isolées.

## Lieux et monuments

### Patrimoine
Église Saint-Laurent (inscrit)
Cet édifice dédié à saint Laurent (d'où le nom de la ville) est mentionné pour la première fois dans le vocable en 1099 par l'archevêque de Bordeaux. Il a une particularité qui attire les curieux. En effet, son abside est romane et son clocher est gothique. Ceci est le résultat des diverses campagnes de constructions au cours des siècles. À l'extérieur, au-dessus de la porte, on peut aussi observer des figurines représentant les sept péchés capitaux. Sa tour carrée du XIVe siècle (semblable à celle de Sémignan) lui servant de clocher, ainsi que l'autel Saint-Jean ont été rénovés récemment.
L'édifice a été inscrit au titre des monuments historiques en 1925.

L'église Saint-Laurent de Saint-Laurent-Médoc 

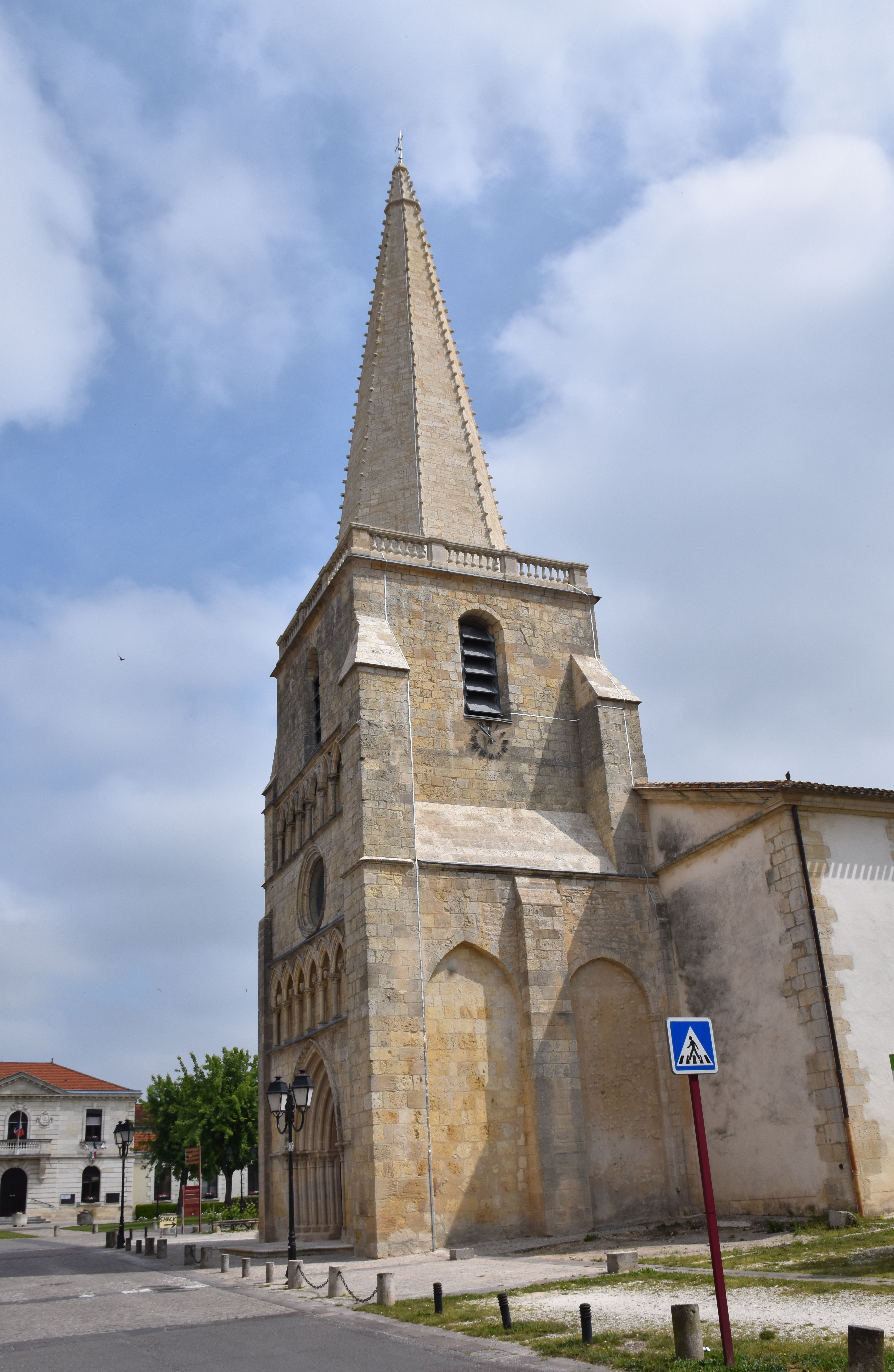
Le clocher de l'église.
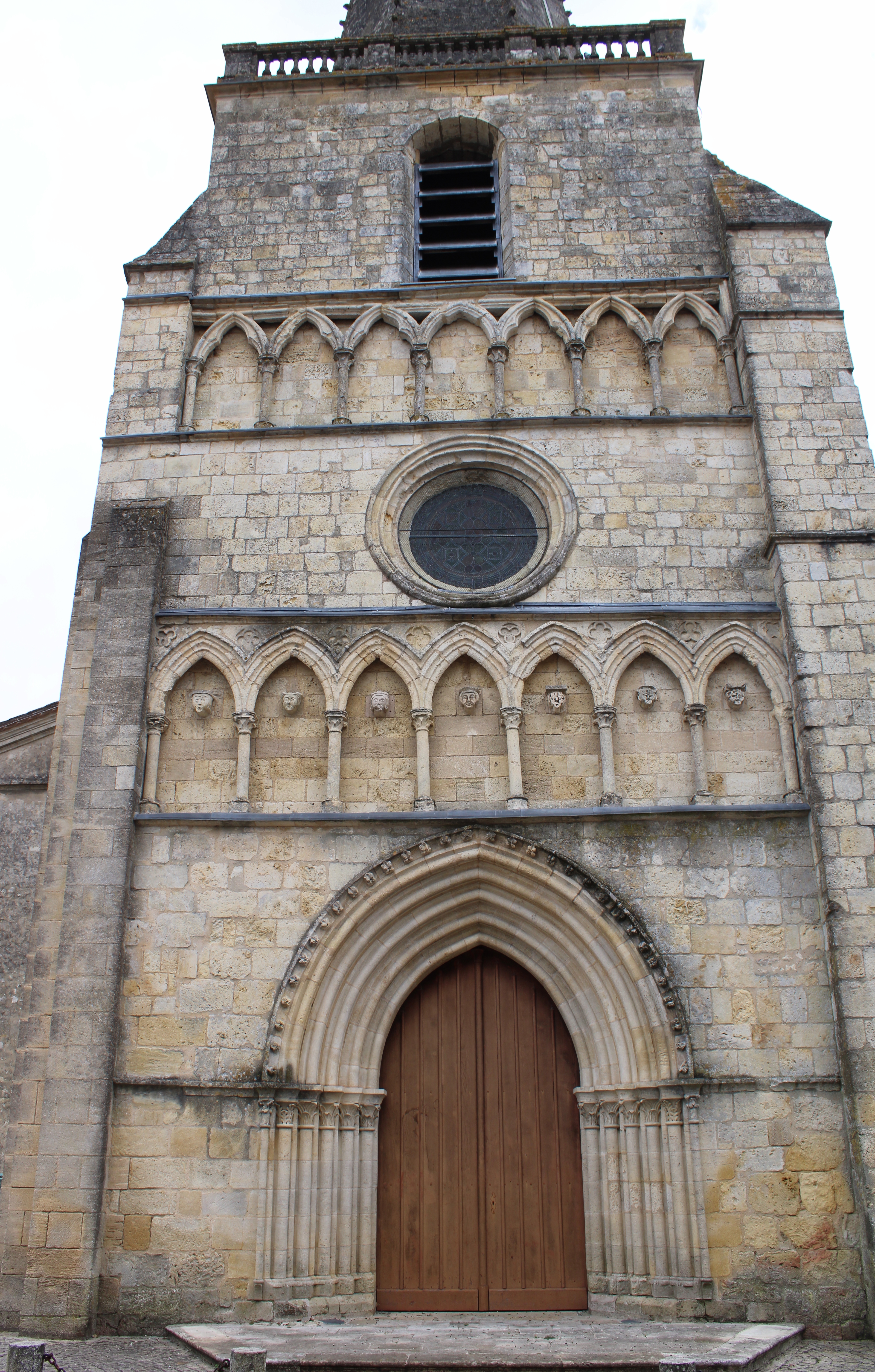
Vue de la façade.
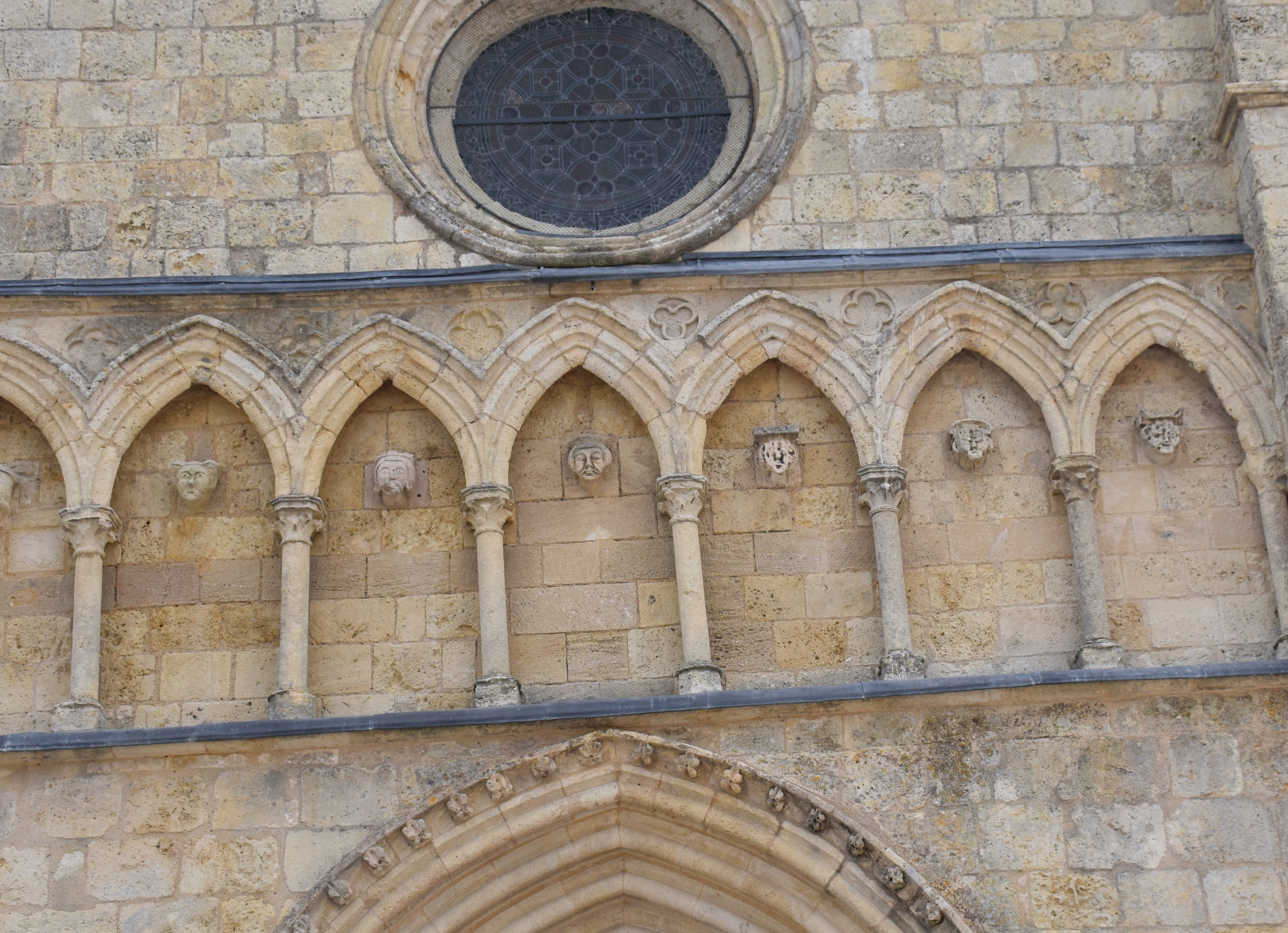
Détail des sculptures de la façade.
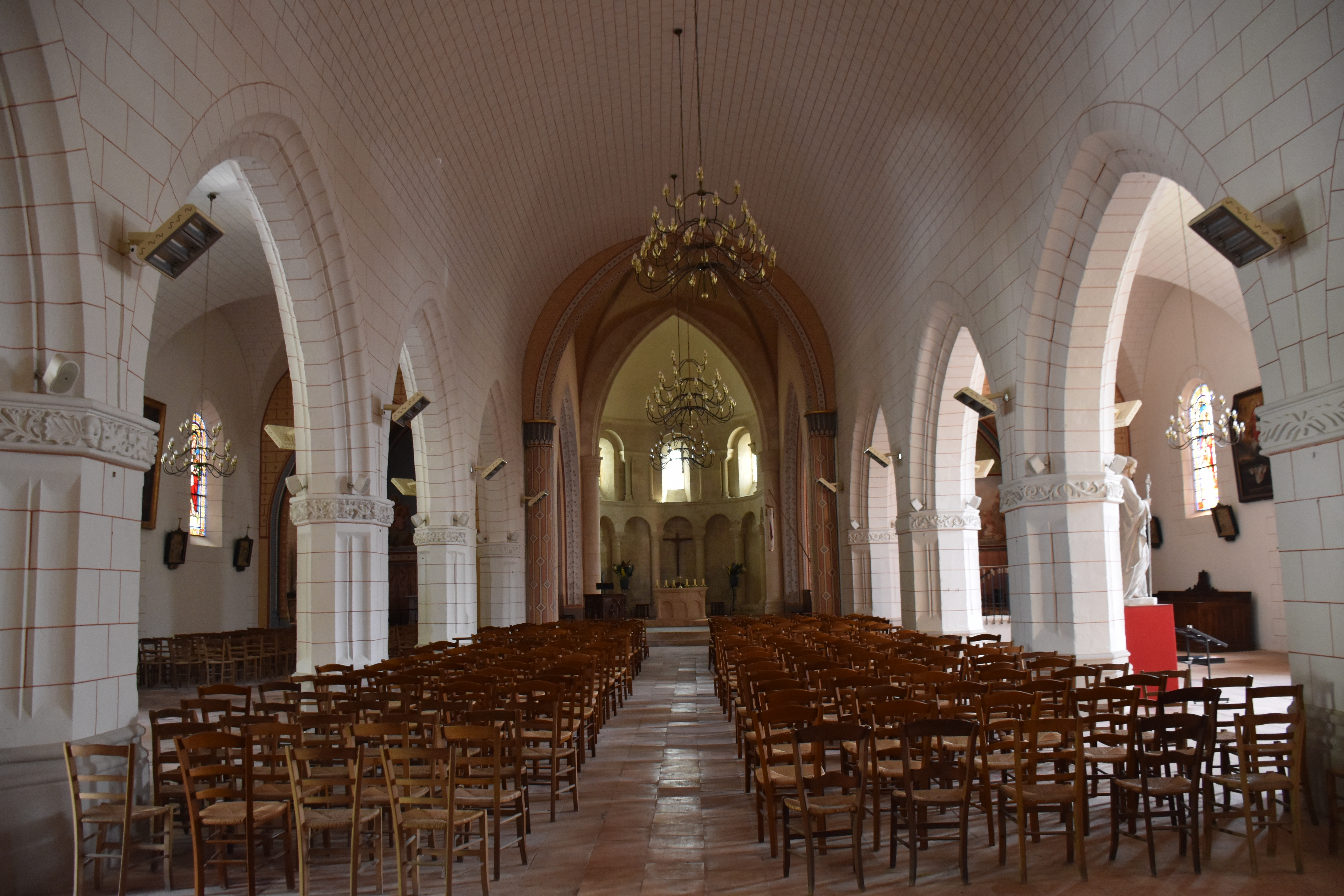
La nef.
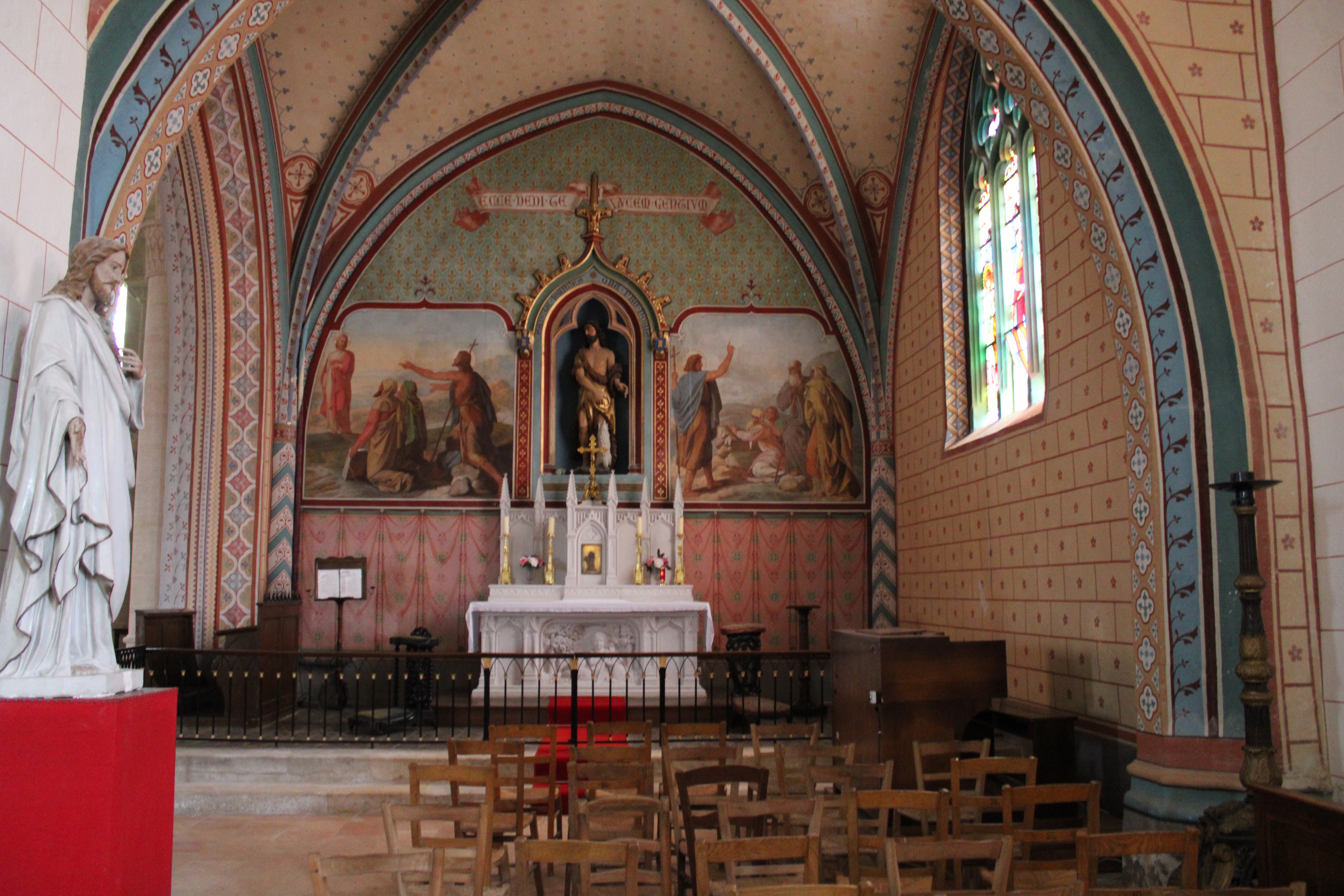
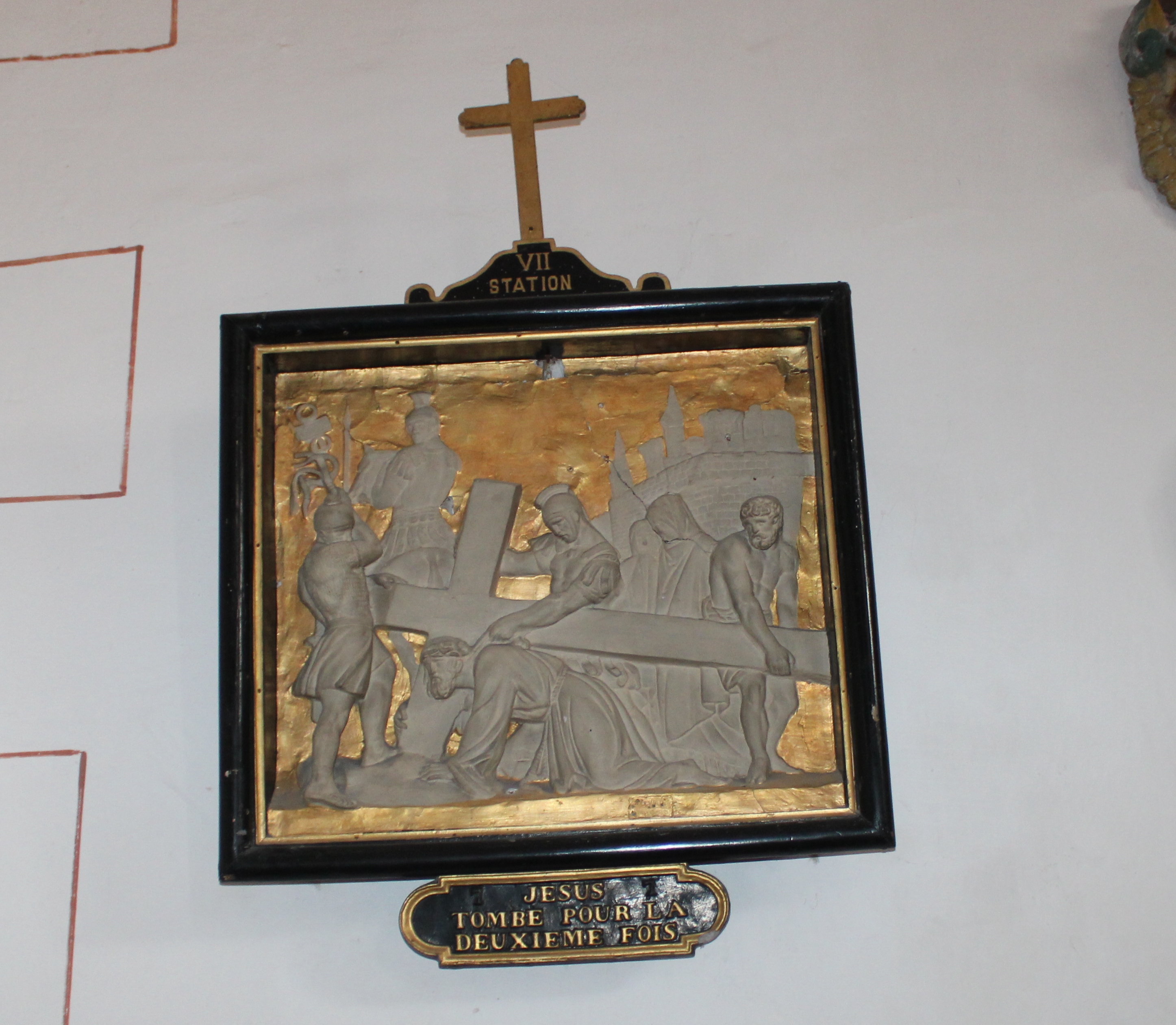
Chemin de croix Station VII.

 Église Notre-Dame-de-Benon (classé)
Cette charmante église de style roman est le vestige de la première commanderie hospitalière implantée en Médoc.
Sa fondation remonte à l’époque de la deuxième croisade (1147-1149). Située sur le chemin de Compostelle, les hospitaliers y édifièrent la commanderie avec un hôpital pour y accueillir les pèlerins.
Elle fait l’objet de travaux de rénovation, grâce à l’association les Amis de Notre-Dame-de-Benon. L'édifice a été classé au titre des monuments historiques en 1972.
Fontaine de Bernos
Sa configuration atteste de son ancienneté. Elle est le siège de deux légendes qui expliquent son succès. On raconte qu'une fée viendrait s'y désaltérer, en souvenir de son existence terrestre. L'autre version indique qu'une princesse s'y serait noyée et que ses cheveux roux coloreraient encore aujourd'hui son eau.
Four à chaux de Villeneuve
Jusqu'au début du XXe siècle, il fabriquait du mortier pour la construction, de la chaux pour les vignes et les ostréiculteurs. Il est aujourd'hui la propriété de la commune qui souhaite préserver par cette action son patrimoine en le restaurant.
 Château Balac (inscrit)
Ce château a été reconstruit en 1776, sur la base de la maison noble de Balac, mentionnée dès le XIVe siècle. Il s'agit d'une chartreuse surélevée desservie en façade par un escalier central en fer à cheval avec garde-corps en acier et un escalier droit à l'arrière. Les pièces en enfilade sont desservies par un couloir central.
Château de Sémignan (voir article dédié)
Cette maison forte a été édifiée au début du XIVe siècle par les seigneurs Albret de Vertheuil. Son architecture est tout aussi passionnante qu'intrigante, du fait que nous manquons d'éléments sur le début de son histoire. Elle se compose entre autres d'une tour carrée, de douves, d'un pont… Une association œuvre à sa rénovation lors de chantiers d'été et tente de percer son mystère : La croisade sémignanaise.

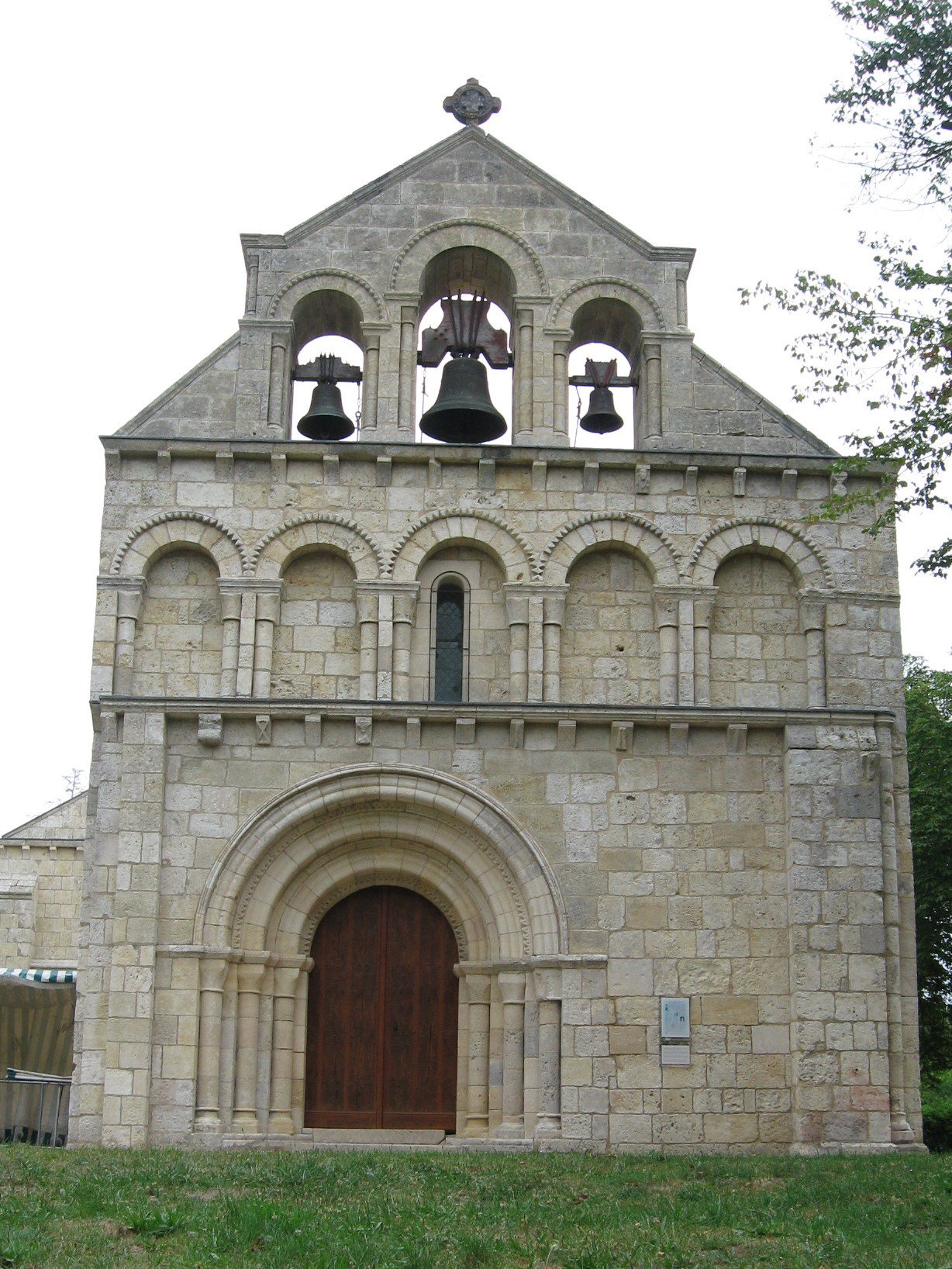
La chapelle de Benon
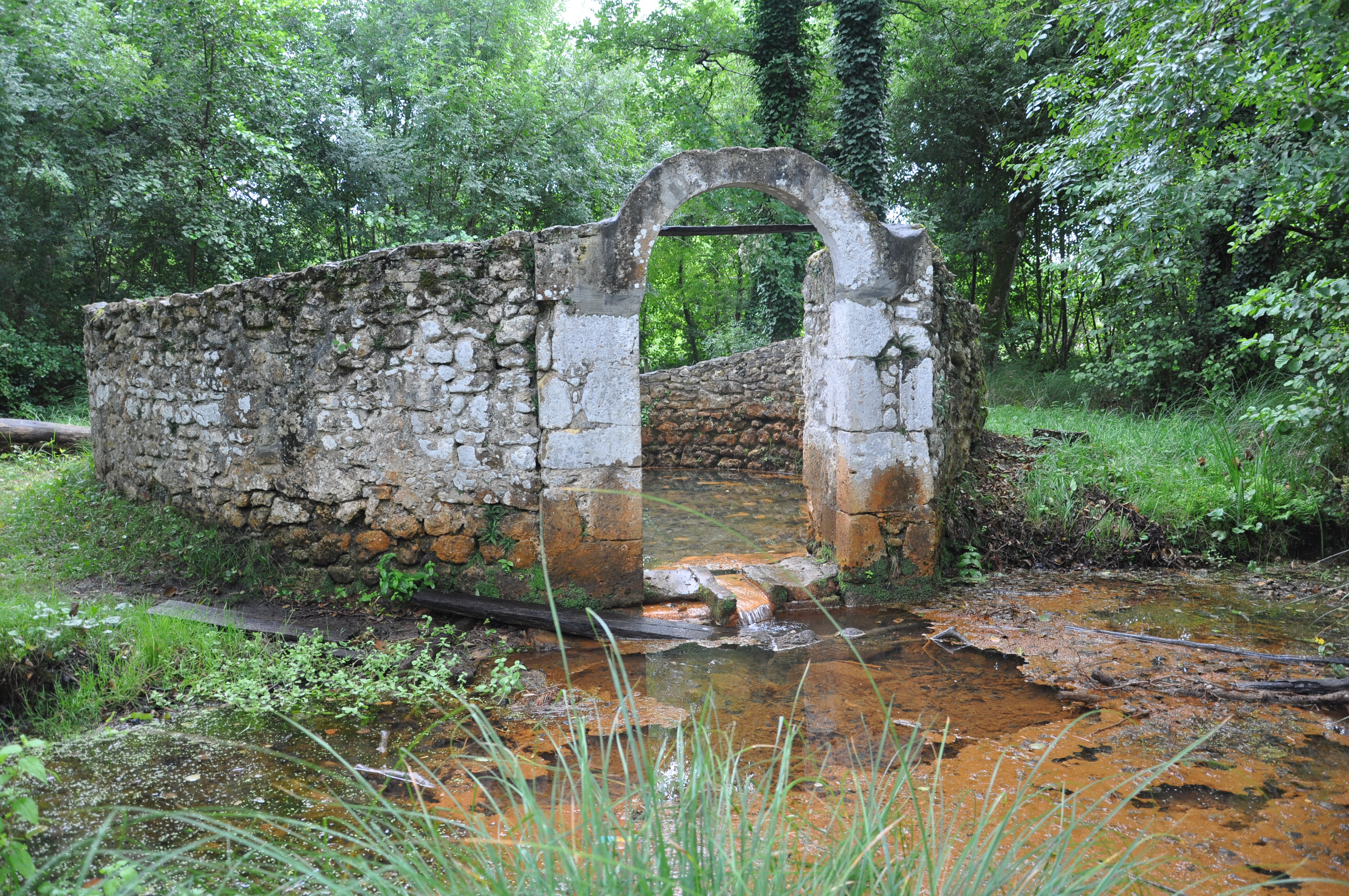
La fontaine de Bernos
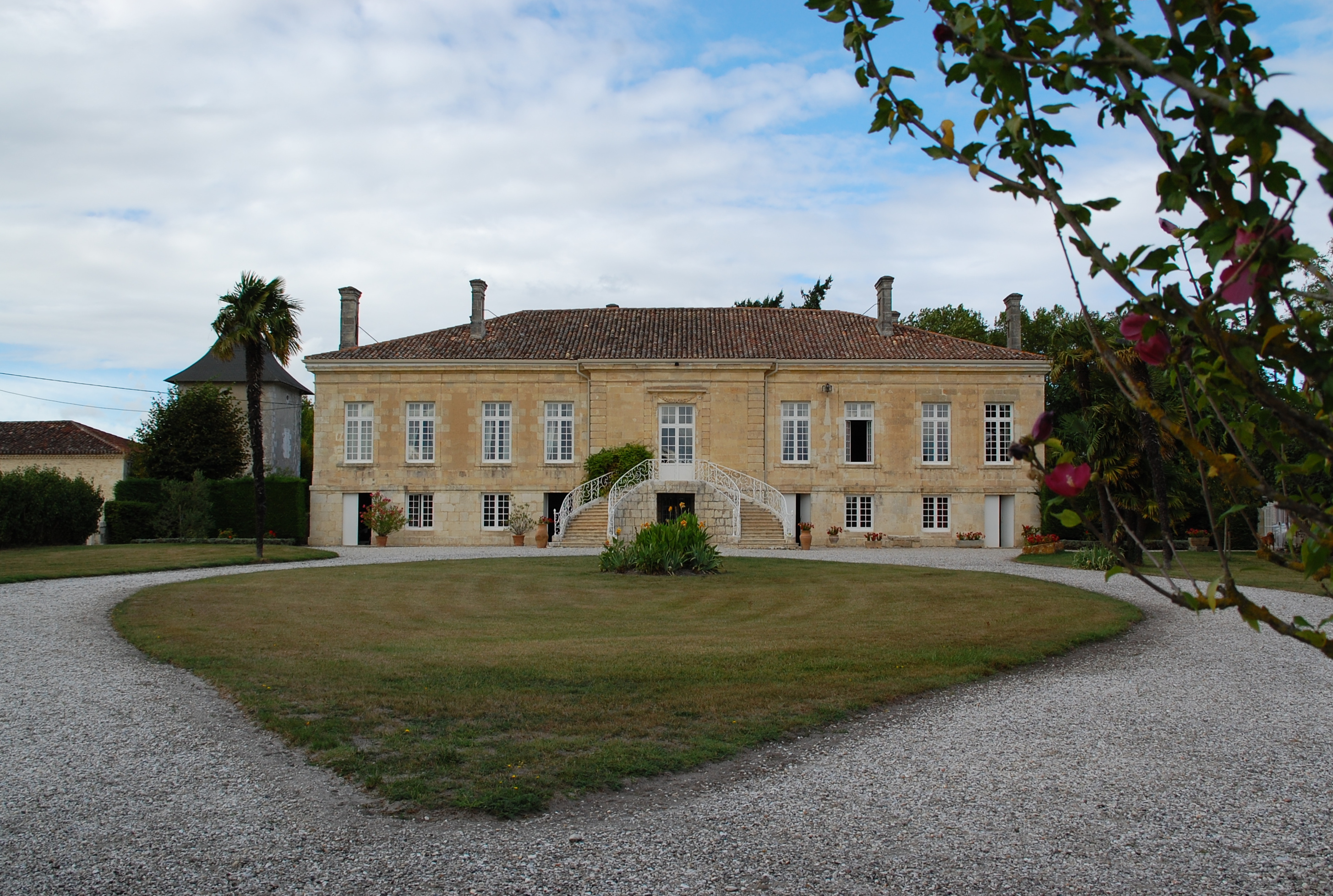
Le château Balac

### Châteaux viticoles
Le territoire de Saint-Laurent-Médoc se situe en majeure partie sur l'aire de production de l'appellation haut-médoc. L'activité viti-vinicole représente une grande richesse tant sur le plan économique que sur le plan culturel. Ce savoir-faire se transmet de génération en génération de vignerons.
La commune de Saint-Laurent-Médoc compte 500 hectares de vigne, 42 étiquettes commercialisées et 21 exploitations.

## Héraldique
| Blason de Saint-Laurent-Médoc | Blason  | D'azur au bâton d’argent, au léopard d’or brochant en abîme, au chef de gueules chargé de trois croix de malte d’argent. |
| Blason de Saint-Laurent-Médoc | Détails | |

## Personnalités liées à la commune
- Aymar Achille-Fould (1925-1986), ministre français et maire de Saint-Laurent de 1965 à 1986.
- Alphonse Massé (1883-1953), joueur de rugby décédé à Saint-Laurent-Médoc.